# カスター郡 (オクラホマ州)
座標: 北緯35度38分 西経99度01分 / 北緯35.64度 西経99.01度
カスター郡（カスターぐん、英: Custer County）は、アメリカ合衆国のオクラホマ州にある郡。2000年時点での人口は26,142人で、郡庁所在地はアラパホ (Arapaho)。

## 歴史
カスター郡は1892年4月19日にもともとはシャイアン族の土地だった地域で設立され、G郡と呼ばれたが、1896年11月6日にリトルビッグホーンの戦いで戦死した陸軍中佐のジョージ・アームストロング・カスターにちなみカスター郡と改名された。1892年4月19日に郡の一帯の土地が政府のものとなり開拓者が定住し始めた。そしてこの日、郡で初めての新聞、アラパホ・アローが創刊された。

## 地理
アメリカ合衆国国勢調査局によると、この郡は総面積2,595 km2 (1,002 mi2) である。このうち2,555 km2 (987 mi2)が陸地で、40 km2 (15 mi2) が湖沼や河川などの水域である。総面積のうち1.55%が水域となっている。

### 幹線道路
- 州間高速道路40号線
- 国道183号線
- 州道33号線
- 州道44号線
- 州道47号線
- 州道54号線
- 州道73号線

### 隣接する郡
- デューイ郡（北）
- ブレイン郡（東）
- カドー郡（南東）
- ウォシタ郡（南）
- ベッカム郡（南西）
- ロジャーミルズ郡（西）

## 人口動静

2000年の時点での郡の人口ピラミッド

2000年の国勢調査によると、カスター郡には26,142人、10,136世帯、及び6,578家族が暮らしている。人口密度は10/km2 (26/mi2) で、5/km2 (12/mi2) の平均的な密度に11,675軒の住居が建っている。この郡の人種の構成は白人81.41%、黒人（アフリカ系アメリカ人）2.87%、先住民5.81%、アジア系0.88%、太平洋諸島系0.04%、その他の人種5.80%、及び混血3.20%で、9.03%の人々がヒスパニックまたはラテン系である。
カスター郡に住む10,136世帯のうち、30.20%は18歳未満の子供と暮らしており、51.60%は夫婦で生活している。9.50%は未婚の女性が世帯主であり、35.10%は家族以外の住人と同居している。27.80%は独居で、全世帯の10.80%は65歳以上の独居老人世帯である。1世帯あたりの平均人数は2.45人であり、家庭の場合は3.05人である。
郡の住民は24.30%が18歳未満の子供で、18歳以上24歳以下が17.40%、25歳以上44歳以下が24.50%、45歳以上64歳以下が20.10%、および65歳以上が13.70%となっている。平均年齢は33歳である。女性100人ごとに対して男性は94.90人いて、18歳以上の女性100人ごとに対して男性は92.00人いる。
郡の世帯ごとの平均収入は28,524米ドルで、家族ごとでは37,247米ドルである。男性の27,066米ドルに対して女性は19,479米ドルの平均的な収入がある。この郡の一人当たりの収入 (per capita income) は15,584米ドルである。総人口の18.50%、家族の12.40%は貧困線以下である。18歳未満の子供の21.00%および65歳以上の10.50%は貧困線以下の生活を送っている。

## 都市および町
- アラパホ (en:Arapaho, Oklahoma)
- バトラー (en:Butler, Oklahoma)
- クリントン (en:Clinton, Oklahoma)
- カスター・シティ (en:Custer City, Oklahoma)
- ハモン (en:Hammon, Oklahoma)
- インディアナポリス
- トーマス (en:Thomas, Oklahoma)
- ウェザーフォード (en:Weatherford, Oklahoma)